# Рижова Тетяна Миколаївна
Тетяна Миколаївна Рижова (нар. 6 липня 1986, Львів, Українська РСР, СРСР) — українська футболістка, захисниця «Житлобуду-2». Майстер спорту України з футболу, кандидат у майстри спорту з футзалу.

## Життєпис
Футбольну кар'єру розпочала у львівському СКІФі. У чемпіонаті України, того сезону зіграла 2 матчі у цьому турнірі. 
Наступного року захищала кольори моршинського «Медика», у футболці якого зіграла 6 матчів у Вищій лізі. У 2002 році виступала у «Львів'янці-ЛГЗ», за яку зіграла 3 матчі у чемпіонаті України. 
У 2004 році приєдналася до калуського «Нафтохіміка». У команді відіграла 5 років, за цей період часу ставала чемпіонкою України (2007).
У 2009 році підписала контракт з «Іллічівкою». Дебютним голом у футболці маріупольського клубу відзначилася 4 вересня 2010 року на 69-й хвилині програного (2:3) виїзного матчу 11-о туру Вищої ліги проти «Донеччанки». Тетяна вийшла на поле в стартовому складі та відіграла увесь матч. У команді провів два сезони, за цей період часу у Вищій лізі зіграла 15 матчів та відзначилася 3-а голами. 
У 2011 році підсилила «Легенду». Дебютувала у футболці чернігівського колективу 15 травня 2011 року в переможному (5:0) домашньому поєдинку 3-о туру Вищої ліги проти «Ятрань-Берестівця». Рижова вийшла на поле в стартовому складі та відіграла увесь матч. Дебютним голом за «Легенду» відзначилася 10 серпня 2012 року на 52-й хвилині переможного (5:0) виїзного поєдинку 11-о туру Вищої ліги проти «Атекс-СДЮШОР №16». Тетяна вийшла на поле в стартовому складі та відіграла увесь матч. У складі чернігівського клубу перебувала протягом 5 років, у Вищій лізі України зіграла 60 матчів та відзначилася 17-а голами. 
2016 року перейшла до «Житлобуду-2». Дебютувала у харківській команді 24 квітня 2016 року в переможному (3:0) виїзному поєдинку 1-о туру Вищої ліги проти «Ятрань-Берестівця». Рожкова вийшла на поле в стартовому складі, а на 72-й хвилині її замінила Валерія Ольховська. Дебютним голом за «Житлобуд-2» відзначилася 7 травня 2016 року на 58-й хвилині переможного (3:1) виїзного поєдинку 3-о туру чемпіонату України проти чернігівської «Легенди». Разом з харківською командою двічі вигравала чемпіонат України.

## Досягнення
«Нафтохімік» (Калуш)
- Вища ліга чемпіонату України
  -  Чемпіон (1): 2007
  -  Бронзовий призер (2): 2006, 2008

«Іллічівка»
- Вища ліга чемпіонату України
  -  Бронзовий призер (2): 2009, 2010

«Легенда»
- Вища ліга чемпіонату України
  -  Срібний призер (1): 2011, 2013, 2015
  -  Бронзовий призер (1): 2014

- Кубок України
  -  Фіналіст (4): 2011, 2013, 2014, 2015

«Житлобуд-2»
- Вища ліга чемпіонату України
  -  Чемпіон (2): 2016, 2017
  -  Срібний призер (1): 2017/18
  -  Бронзовий призер (1): 2015